# 大森雅夫
大森 雅夫（おおもり まさお、1954年〈昭和29年〉2月25日 - ）は、日本の政治家、元建設・国土交通官僚。岡山県岡山市長（3期）。

## 来歴
岡山県岡山市北区東古松生まれ。岡山市立鹿田小学校、岡山市立桑田中学校、岡山県立岡山操山高等学校、東京大学法学部卒業。1977年、大学を卒業し建設省に入省。本省での勤務の他、国土庁や内閣府、熊本県への出向も経験した。2012年9月より国土交通省国土政策局長。2013年6月11日に退官
。
同年10月、岡山市長選挙に自由民主党・民主党・公明党・日本維新の会岡山県総支部・連合岡山の推薦を受け、無所属で出馬。元官僚で知名度不足を危ぶむ声もあったが、選挙戦では強固な組織力をバックにつけ、元衆議院議員の高井崇志や元衆議院議員・岡山市議会議員の熊代昭彦ら4候補を破り、初当選した。選挙戦では2期8年間の高谷市政、特に行財政改革路線の継承を訴えた。10月9日、岡山市役所に初登庁し、正式に岡山市長に就任した。
2017年10月、岡山市長選挙に自由民主党・民進党・公明党・岡山維新の会・連合岡山の推薦を受け、無所属で再び出馬。中心市街地のにぎわい創出や観光振興などに取り組んだ1期目の成果をアピールし、幅広い層の支持を集め再選した。
2021年10月3日投開票の岡山市長選挙で3選。

## 人物・政策
- 家族は妻、1男1女。
- 2020年2月7日、LGBTなど性的少数者のカップルが婚姻に相当する関係にあると認める「パートナーシップ宣誓制度」を同年7月に導入する方針を明らかにした[4]。

## 批判
- 2006年に発覚した「タウンミーティング 小泉内閣の国民対話」のやらせ問題に際し、問題発生時に内閣府大臣官房会計課長の職にあったため、厳重注意処分を受けた。

## 年譜
- 1954年2月25日 - 岡山県岡山市北区東古松にて出生
- 1966年3月 - 岡山市立鹿田小学校卒業
- 1969年3月 - 岡山市立桑田中学校卒業
- 1972年3月 - 岡山県立岡山操山高等学校卒業
- 1977年
  - 03月 - 東京大学法学部卒業
  - 04月 - 建設省入省
- 1985年6月 - 熊本県企画開発部企画課長
- 1994年4月 - 建設大臣秘書官事務取扱
- 1995年7月 - 建設大臣官房文書課広報室長
- 1996年7月 - 国土庁大都市圏整備局首都機能移転企画課長
- 1998年7月 - 中央省庁等改革推進本部事務局参事官
- 2002年7月 - 国土交通省道路局総務課長
- 2003年8月 - 内閣府大臣官房会計課長・内閣官房内閣参事官
- 2005年9月 - 国土交通省大臣官房審議官（建設産業）
- 2008年7月 - 内閣府政策統括官（防災担当）
- 2010年8月 - 国土交通省大臣官房建設流通政策審議官[5]
- 2011年9月 - 国土交通省政策統括官（税制・国土担当）
- 2012年9月 - 国土交通省国土政策局長
- 2013年6月11日 - 退官[2]
- 2013年10月 - 岡山市長選挙に自由民主党・民主党・公明党・日本維新の会岡山県総支部・連合岡山の推薦を受けて無所属で出馬し、初当選
- 2017年10月 - 岡山市長選挙に自由民主党・民進党・公明党・岡山維新の会・連合岡山の推薦を受けて無所属で出馬し、再選
- 2021年10月 - 岡山市長選挙3選。